# ミンダナオ地震 (1976年)
1976年のミンダナオ地震は、同年8月17日午前0時11分（現地時間）、フィリピンのミンダナオ島南方沖で発生したマグニチュード7.8の地震である。なお、地震名については、「ミンダナオ島南方沖」、「ミンダナオ島南部」とする資料もある。
地震発生の数分後、モロ湾・セレベス海沿岸一帯に津波が押し寄せ、最大で4.27mの高さを記録、甚大な被害をもたらした。同年9月1日時点で、死者3564人、行方不明者1502人、負傷者8256人、住宅を失った家族数12183にのぼった。死者・行方不明者は8000人に及んだとの報告もある。

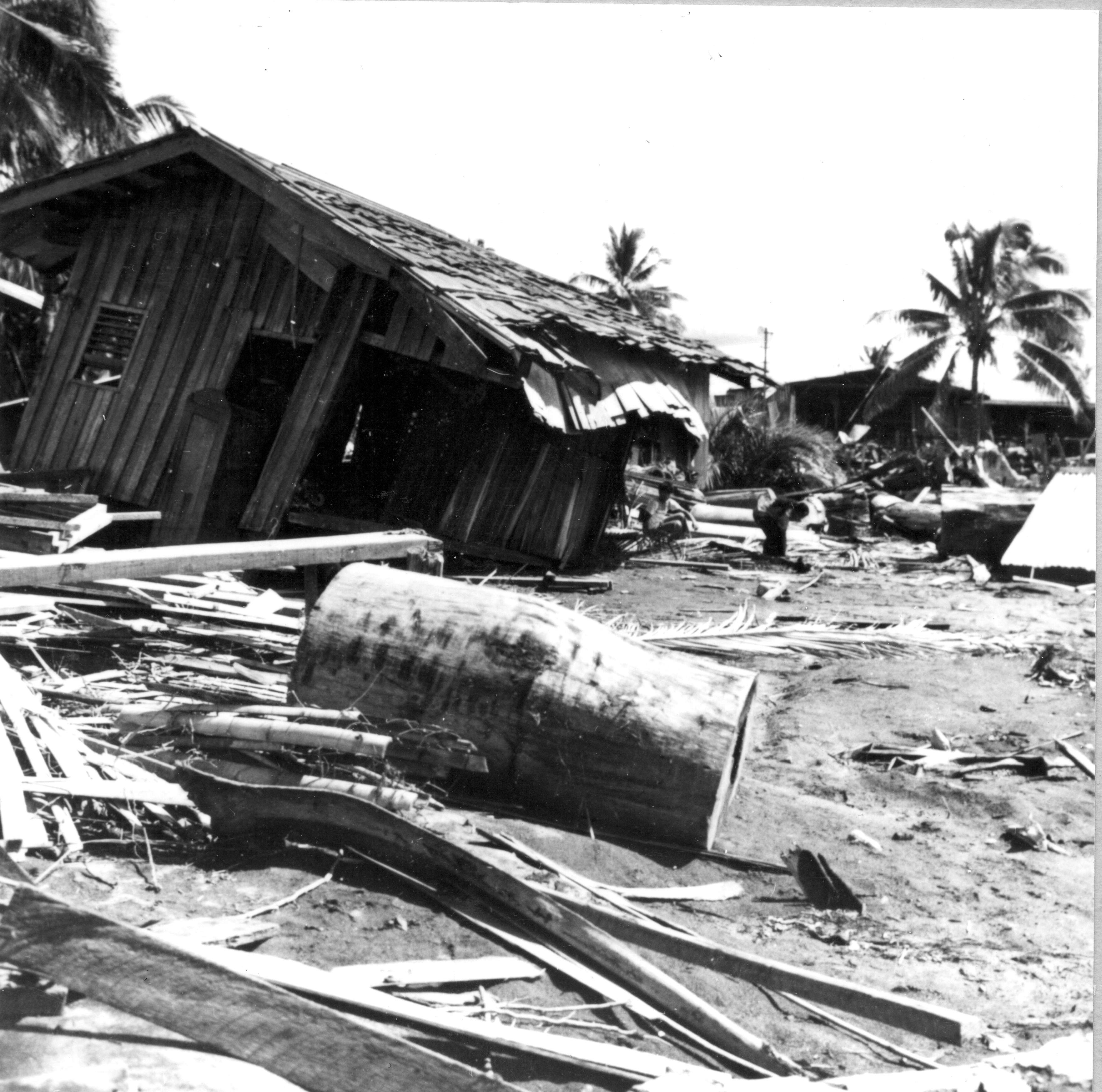
津波の被害(1)、スルタン・クダラット州レバク（Lebak）
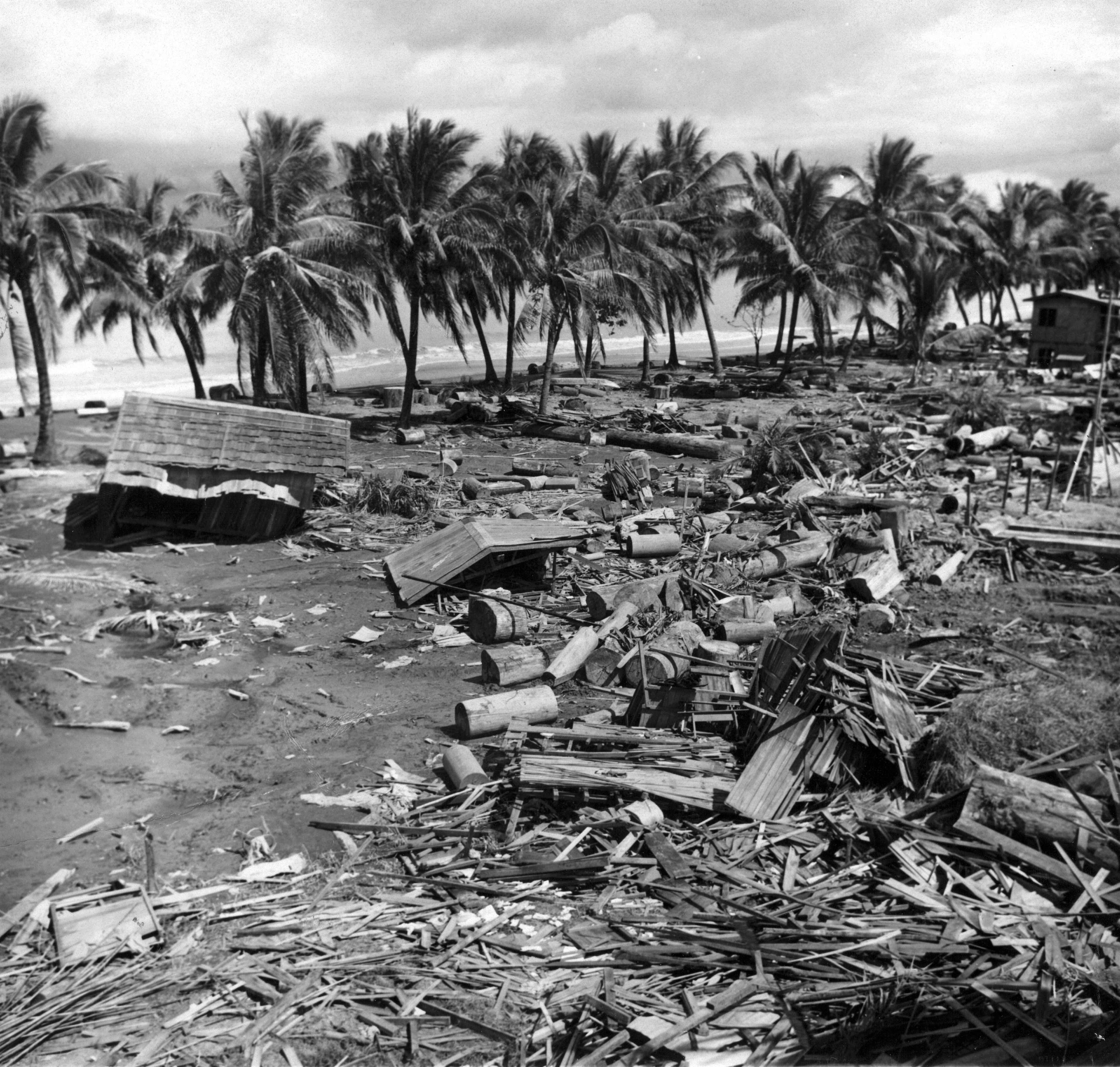
津波の被害(2)、スルタン・クダラット州レバク（Lebak）